# 華麗なる女銀行家
『華麗なる女銀行家』（かれいなるおんなぎんこうか、 仏: La Banquière、英: The Lady Banker）は、1980年に製作されたフランス映画。実在した女性銀行家のマルト・アノー（Marthe Hanau）の生涯をベースに、金融界を描いた映画。

## ストーリー
エンマ・エケール（ロミー・シュナイダー）は豊富な資金力にモノを言わせ、贅沢な生活を送っていた。そのうち、若手政治家ルクードレ（レミー・ダニエル・メグイシュ）を好きになり、彼に資金援助をしてまで不貞関係を始める。彼が地方へ行く際は、エンマはルクードレが女遊びをする金まで用意する。ルクードレがいかがわしい女性と寝ていると、エンマはその女性を追い出してまでサプライズでルクードレに会いに行く。
それが政治家に対する賄賂として司法当局に察知され、エンマは逮捕され、エンマの経営する銀行に取り付け騒ぎが起こる。
収容先でエンマは食事に文句を言うと、女性看守に「ここはリッツではない」とあしらわれ、贅沢な生活に慣れていたエンマは食事が喉を通らなくなり、病院に移送される。
保釈されて裁判をしながらエンマは銀行経営に復帰するが、ルクードレは失脚し、妻にまで見放される。そこでエンマは自分が選挙に出馬し、演説会を大々的に開くが、その演説中に何者かにエンマは狙撃され、暗殺されてしまう。

## キャスト
- エンマ・エケール：ロミー・シュナイダー
- バニステール：ジャン＝ルイ・トランティニャン
- ポール・システルヌ：ジャン＝クロード・ブリアリ
- ラルゲ：クロード・ブラッスール
- コレット：マリー＝フランス・ピジェ
- モイーズ・ナタンソン：ジャック・ファブリ（フランス語版）
- デュクロー：ダニエル・オートゥイユ
- デュヴェルネ：ジャン・カルメ（フランス語版）
- デヴォリュイ：ティエリー・レルミット
- ルクードレ：レミー・ダニエル・メグイシュ
- アルマン：アルノー・ボワソー
- カミーユ：ノエル・シャトレ